# گلکسی ریسورسز
گلکسی ریسورسز (انگلیسی: Galaxy Resources) شرکت معدن استرالیایی است، که در سال ۱۹۹۶ تأسیس شد.